# Состеньо
Состѐньо (на италиански: Sostegno; на пиемонтски: Sostegn, Состен) е село и община в Северна Италия, провинция Биела, регион Пиемонт. Разположено е на 397 m надморска височина. Населението на общината е 754 души (към 2014 г.).